# Joseph Gregor
Joseph Gregor (Černivci, 26 ottobre 1888 – Vienna, 12 ottobre 1960) è stato uno scrittore e storico austriaco.

## Biografia

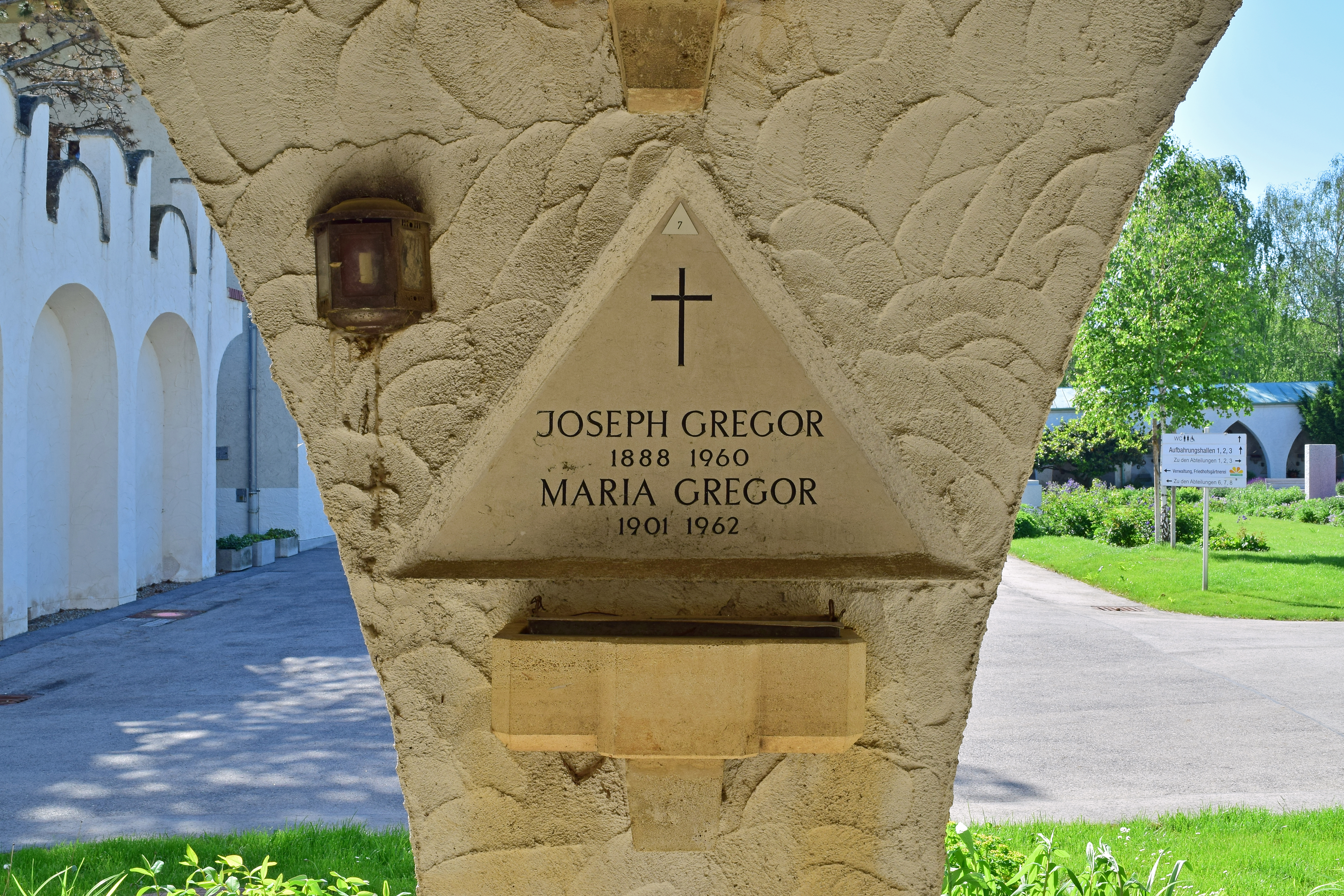
Tomba onoraria dedicata a Joseph Gregor in Feuerhalle Simmering

Studiò musica e filosofia all'Università di Vienna, laureandosi nel 1911.
Le sue attività nel campo culturale e artistico furono molteplici, dato che inizialmente lavorò in campo teatrale alla Hofoper di Vienna e al Deutsches Theater di Berlino,per poi occuparsi, dal 1918, come storico del mondo dello spettacolo, della direzione della sezione teatrale della Biblioteca nazionale di Vienna, oltre ad insegnare storia del teatro nella omonima università e musicologia all'Università Franz-Josephs di Černivci. Collaborò negli anni trenta e quaranta con il Max Reinhardt Seminar.
Inoltre curò in Austria e nel resto d'Europa, mostre e convegni di studi teatrali.
Se già le sue opere monografiche riguardanti il cinema, l'opera, il balletto risultarono interessanti e pregevoli, vennero ritenute ancora più importanti, sia per la vasta documentazione sia per l'allargamento dei contenuti, la Weltgeschichte des Theaters ("Storia universale del teatro", 1933) e la Geschichte des osterreichischen Theatres ("Storia del teatro austriaco", 1948).
Significativi si dimostrarono i suoi approfonditi studi su Shakespeare, Hauptmann e altri.
Come drammaturgo fu soprattutto un rielaboratore di testi classici, però scrisse anche libretti originali per Richard Strauss, come Friedenstag (1938), Daphne (1938) e Die Liebe der Danae (1944).
Il ruolo tenuto da Gregor durante la dittatura nazista fu controverso: se da un lato incorporò numerosi libri di intellettuali perseguitati politicamente nella
Biblioteca nazionale di Vienna, dall'altro alcuni storici sostengono che diede il suo appoggio alle persecuzioni. 

## Opere

### Saggi
- Il teatro e il cinema americano, Lipsia, Amalthea-Verlag, 1931.
- Storia del teatro, Zurigo, Phaidon Press, 1933.
- Shakespeare, Vienna, Phaidon Press, 1935.
- Pericle: tragedie greche, Monaco di Baviera, 1938.
- Richard Strauss: Il maestro dell'opera, Monaco di Baviera, Piper, 1939.
- Alessandro il Grande, Monaco di Baviera, Piper, 1940.
- Storia culturale dell'opera, Vienna, Gallus Verlag, 1941.
- Il teatro popolare, Vienna, 1943.
- Storia culturale del balletto, Vienna, Gallus Verlag, 1944.
- Storia del teatro, Volume 1: Dalle origini al Barocco, Piper, 1944.
- Storia del teatro austriaco, Vienna, Danube-Verlag, 1948.

### Libretti
- Friedenstag, opera (assieme a Stefan Zweig, 1934/1935), musica (1934–1936) di Richard Strauss.
- Daphne (1935/36), opera,  musica (1936/1937) di Richard Strauss.
- Die Liebe der Danae (1936–40), opera, musica (1938–40) di Richard Strauss.
- Capriccio (1935–1939). opera, musica (1939–1942) di Richard Strauss.
- Florian Geyer, opera, musica di Hans Ebert.